# 205 Live
205 Live was een brand (merk) van de Amerikaanse worstelorganisatie WWE. In tegenstelling tot andere WWE merken, was 205 Live specifiek gericht op mannelijke worstelaars die werden gepromoot met een gewicht van 205 lbs (92 kg). Worstelaars werden 205 Live worden door WWE aangeduid als cruiserweights.

## Geschiedenis

### 2016–2019
WWE 205 Live werd gelanceerd na de succes van het Cruiserweight Classic toernooi. Degene die deelnamen aan het toernooi bekwamen fulltime lid van de WWE Cruiserweight divisie. Paul "Triple H" Levesque, uitvoerend producent en worstelaar van WWE, verklaarde dat het merk is ontworpen om te dienen als een showcase voor de divisie, met zijn eigen onderscheidende gevoel en stijl in vergelijking met WWE's andere merken.
Het merk Raw werd oorspronkelijk opgericht als de exclusieve thuisbasis van de divisie tijdens de merkuitbreiding van 2016, waarbij alle cruiserweights aan Raw werden toegewezen na de WWE Draft van 2016. Terwijl het nog onder Raw brand zat, ging een show gewijd aan de cruiserweights in première op 29 november 2016. Tijdens de Main Event van de eerste aflevering won Rich Swann van The Brian Kendrick voor het WWE Cruiserweight Championship. Cruiserweights zouden de komende anderhalf jaar op zowel Monday Night Raw als 205 Live verschijnen. Echter, na WrestleMania 34 in 2018, verschenen cruiserweight-worstelaars niet meer op Raw, waardoor ze exclusief werden voor 205 Live en zo het 205 Live merk gescheiden werd van Raw.
In januari 2018 nam Triple H het Creative team van 205 Live over. Op 30 januari 2018 werd er aangekondigd dat Drave Maverick de inaugurele General Manager van 205 Live was. Maverick kondigde ook aan dat er 16-man toernooi aankwam voor het vacant WWE Cruiserweight Championship die gewonnen werd door Cedric Alexander.
In oktober 2019 werd titel verdedigd op NXT en werd hernoemd naar NXT Cruiserweight Championship.
Op 18 oktober 2019 werd Maverick verwezen naar SmackDown in de 2019 WWE Draft, maar bleef nog General Manager van 205 Live. Maverick had een talentuitwisselingsovereenkomst gesloten met NXT General Manager William Regal, waarbij de cruiserweight-worstelaars van NXT ook konden verschijnen op 205 Live.

### 2020–2022
Op 12 april 2020 kondigde Drake Maverick aan op Twitter dat hij niet meer de General Manager van 205 Live is en terugkeerde naar in-ring competitie en meedeed aan het interim NXT Cruiserweight Championship toernooi. NXT's General Manager William Regal werd aangekondigd om naast NXT de managementtaken van 205 Live over te nemen.
Op 14 augustus 2020 werd er bevestigd dat voormalig professioneel worstelaar en WWE producer, Adam Pearce, samen met Dewey Foley (zoon van Mick Foley) de leiding hebben voor de productie van 205 Live.
In juni 2021 was de selectie van het merk aanzienlijk geslonken doordat er verschillende worstelaars werden vrijgegeven van hun contract; waaronder Ariya Daivari, The Bollywood Boyz (Samir Singh en Sunil Singh), Ever-Rise (Jeff Parker en Matt Lee), August Grey, Curt Stallion en voormalig Cruiserweight Champion Tony Nese. In augustus 2021 werden ook Jake Atlas, Asher Hale en Ari Sterling vrijgeven van hun contract.
Op 4 januari 2022, bij het evenement New Year's Evil, werd het NXT Cruiserweight Championship geünificeerd met het NXT North American Championship. Hiermee kwam er een einde aan het Cruiserweight Championship en de winnaar ging door als NXT North American Champion. De volgende dag werd de General Manager van 205 Live William Regal vrijgegeven door WWE. Op 15 februari 2022, meldde PWINsider, dat WWE de productie voor 205 Live werd stopgezet en zou vervangen worden door een nieuw programma van NXT genaamd NXT Level Up, die in première ging in het voormalige vrijdagavondtijdslot van 205 Live op 18 februari 2022. Hiermee kwam er een einde aan het merk 205 Live.